# Leontopodium fangingense
Leontopodium fangingense là một loài thực vật có hoa trong họ Cúc. Loài này được Ling mô tả khoa học đầu tiên năm 1965.